# Valletta

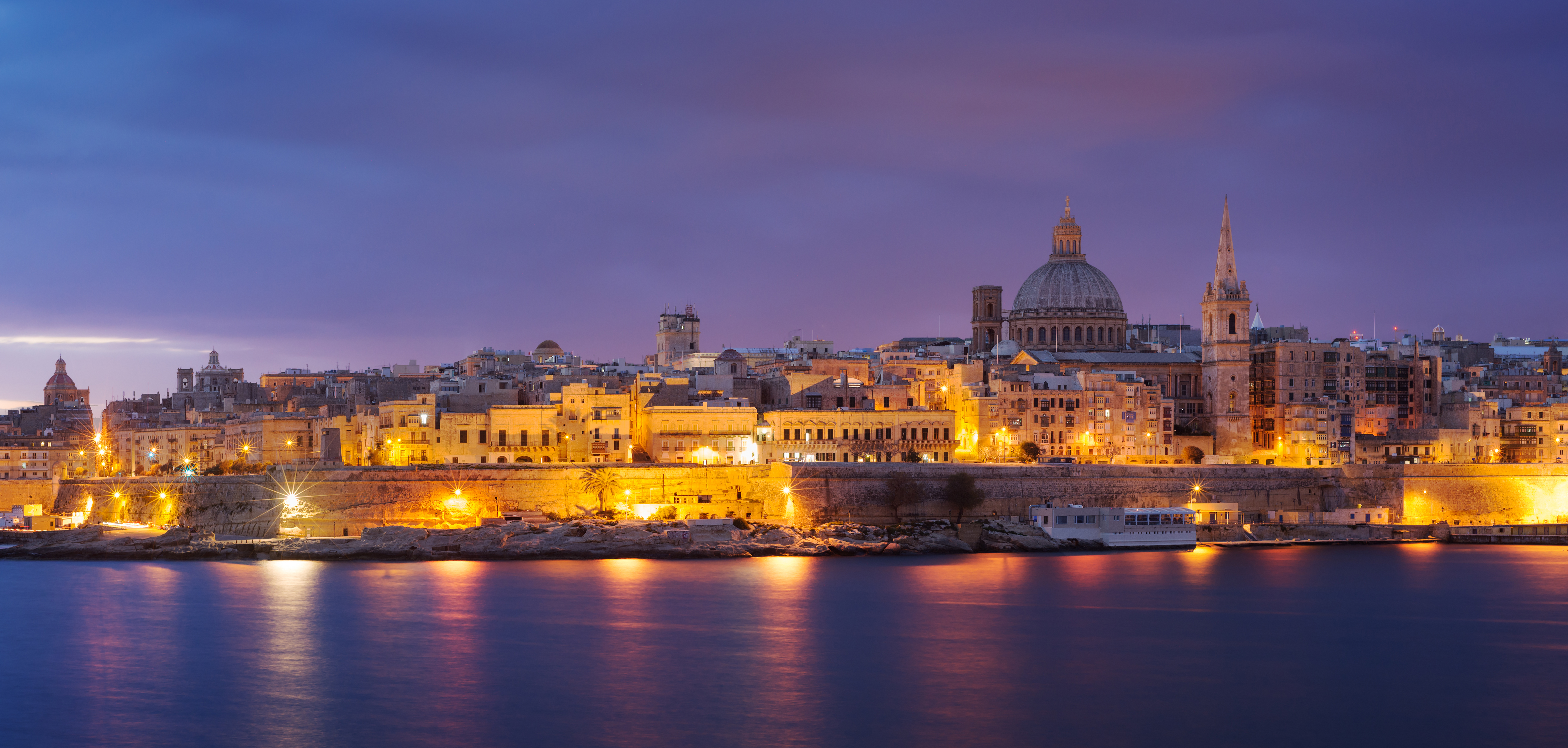
Vy över Valletta nattetid.

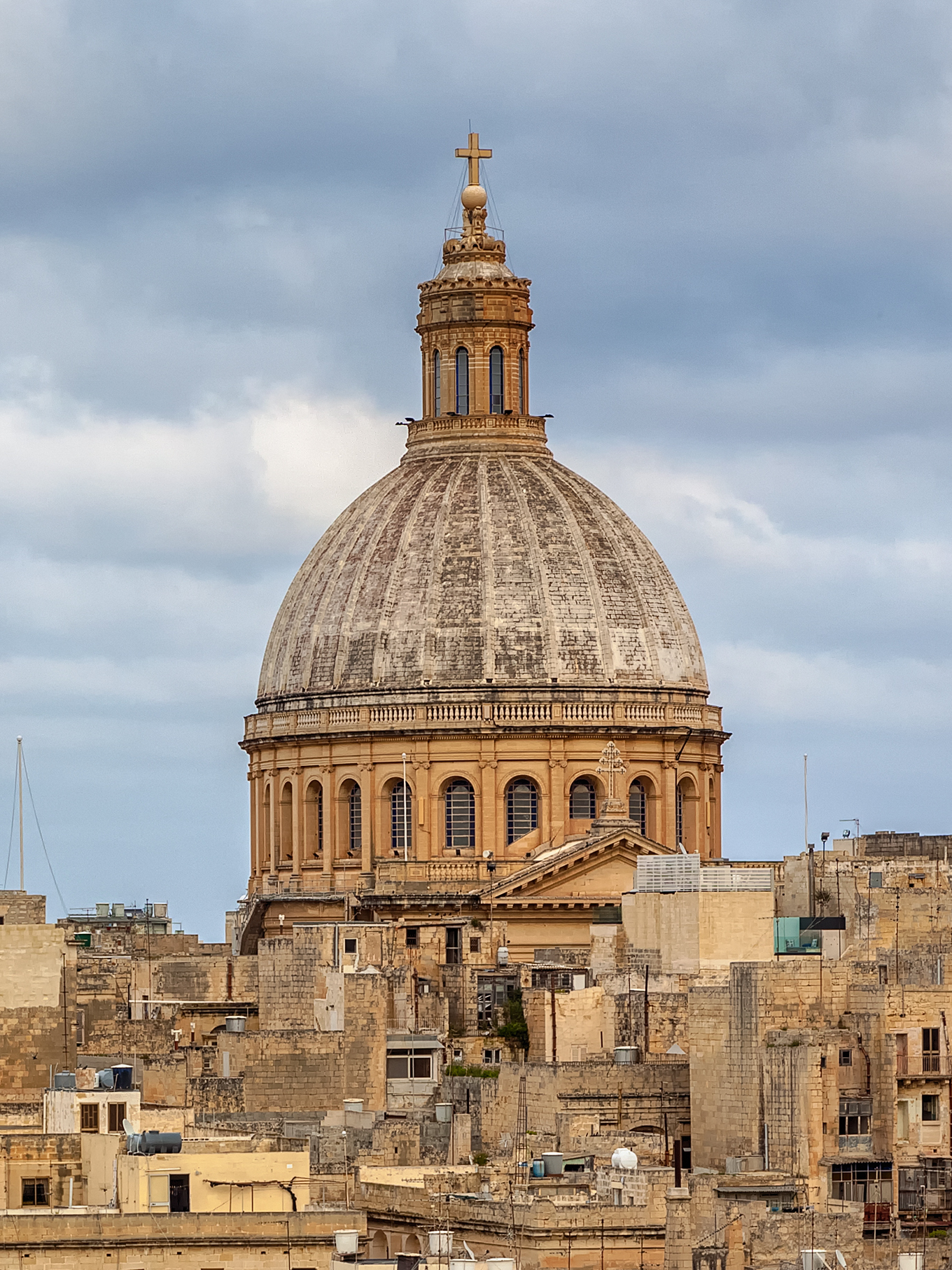
Basilikan i centrala Valletta.

Valletta, även Valetta, officiellt Il-Belt Valletta, är en stad och kommun på ön Malta och huvudstad i republiken Malta. 2020 hade staden cirka 5 900 invånare. Valletta är den minsta huvudstaden i EU. Valletta utgör dock en del av ett betydligt större bebyggt område, med sammanlagt 393 938 invånare (2015).

## Historia
Staden grundades av Johanniterordens ledare Jean Parisot de la Valette den 28 mars 1566, då orden, som länge hade regerat över ön, valde att grunda en ny stad på Scebberrashalvön precis efter slutet av Maltas belägring. Detta för att förstärka ordens position på Malta. Staden planerades av Francesco Lapparelli, och många viktiga byggnader byggdes av Gerolamo Cassar.
Nästa byggnadsboom i Valletta inträffade under brittisk överhöghet. Då breddades portar, byggnader revs och byggdes om, hus breddades och allmänna institutioner öppnade. Dock skadades hela staden av bombräder under andra världskriget; bland annat förstördes stadens operahus som byggdes vid stadens entré under 1800-talet. Staden innehåller många historiska kaféer, mötesplatser, restauranger, banker, hotell och regeringsbyggnader. Det finns också allmänna parker som ger utsikt över bland annat stadens hamn.

## Geografi
Vallettahalvön är Maltas huvudsakliga hamnområde, med de två naturliga hamnarna Marsamxett och Grand Harbour.
Staden innehåller flera byggnader av historiskt intresse, den mest betydelsefulla är katedralen San Giovanni (riddarnas kyrka). Andra viktiga platser är premiärministerns huvudbyggnad Castille Place, stadsmuren som byggdes av Johanniterorden, parlamentshuset, det nationella konstmuseet samt det arkeologiska nationalmuseet. Valletta är ett av Unescos världsarv.
Valletta har en förstad, Floriana, som byggdes utanför Vallettas bastioner för dem som inte hade råd med ett hus i Valletta. Ett annat sådant område finns innanför Vallettas murar, il-Mandraġġ, som från början byggdes för att hysa flottan, men som senare blev ett slumområde för hemlösa. På 1950-talet revs området delvis för att bygga ett riktigt bostadsområde. Området är fortfarande[när?] dock i relativt dåligt skick, om än bättre än förr.

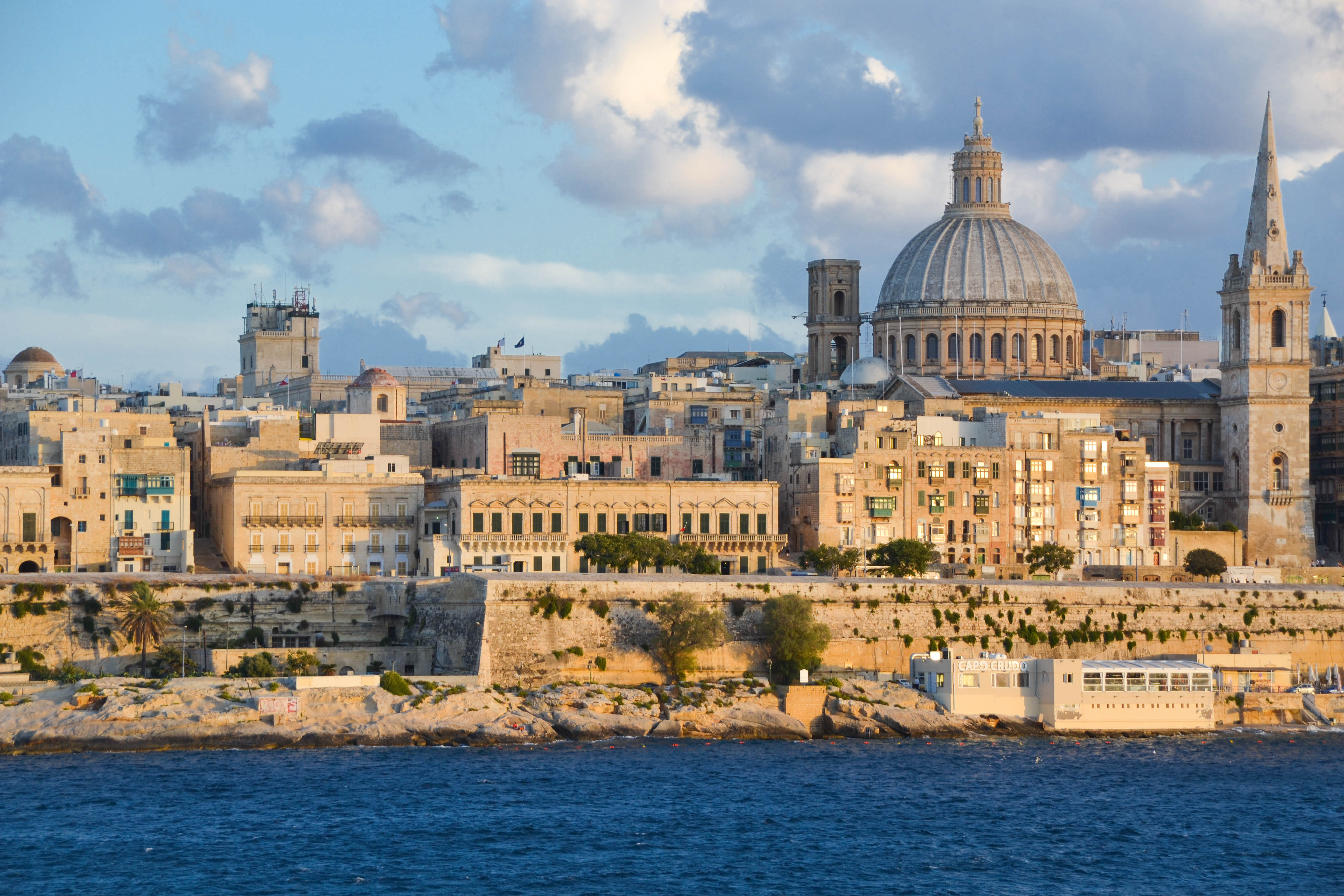
Vallettas skyline
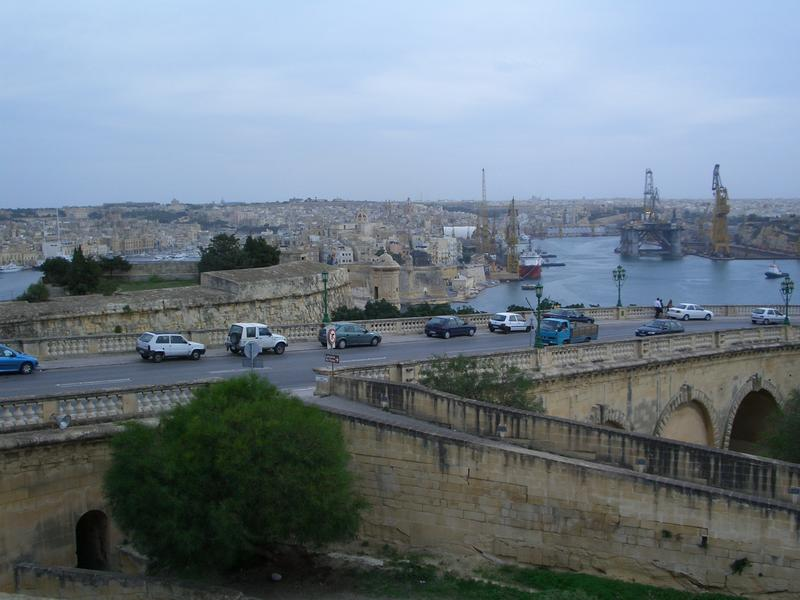
Hamnen i Valletta

## Demografi
Vallettas befolkning har sjunkit under åren, och ligger nu på ungefär en tredjedel av sitt maximum. Denna process accelererade ordentligt efter andra världskriget, då nya förstäder byggdes och folk flyttade ifrån huvudstaden. Staden är dock fortfarande Maltas kommersiella och administrativa centrum.

## Kommunikationer
Maltas kollektivtrafik sköts av bussar, som främst går till eller från Valletta, med en huvudterminal precis utanför stadens entré. Trafik i staden är begränsad, och vissa gator är enbart avsedda för fotgängare. År 2006 blev Valletta en trafikfri zon.